# Pandora (cantante)
Anneli Magnusson (Västerås, 20 de junio de 1970), más conocida como Pandora, es una cantante sueca de música eurodance. A mediados de los años 1990 fue muy popular en los países nórdicos, pero todavía está activa y recientemente lanzó material nuevo como United DJ's vs Pandora.

## Carrera musical

### 1993-1996
Pandora comenzó su carrera en el otoño de 1993 después de ser presentada a Hit Vision, los tres productores Martin Ankelius, Peter Johansson y Henrik Andersson, quienes buscaban una cantante adecuada para sus ideas musicales decidieron trabajar con ella. El álbum debut de Pandora "One Of A Kind" fue lanzado en octubre de 1993 después de que su primer sencillo "Trust Me", el cual fue escrito y producido por "Sir Martin & The Dr. Maxx Family" (formado por Ankelius/Andersson/Johansson) fuera el sencillo más vendido del año y se convirtiera en disco de oro. Debido al éxito de su primer sencillo no fue de extrañar que su álbum debut "One Of A Kind" se convirtiera en un éxito también, y lograra alcanzar disco de oro en Suecia y Finlandia. El álbum contiene otros sencillos como "Come On And Do It", "Something's Gone" y "One Of A Kind".
En 1995 lanzó su segundo álbum titulado "Tell The World", el cual incluye los sencillos "Don't You Know", "The Naked Sun" y "Tell The World"  alcanzó disco de platino en Finlandia. En marzo de 1996 lanzó el álbum en Japón logrando vender 650,000 copias. La versión japonesa incluye un cover del grupo musical ABBA "One Of Us". 
Su tercer álbum "Changes" también fue producido por el trío Ankelius/Andersson/Johansson y fue lanzado por el sello Universal Music en 1996. Como su título lo dice "Changes" (Cambios) marco un cambio en su música, ya que participó en la creación de tres de los temas. Otro cambio fue que desapareció el rap en sus temas, excepto por "Any Time Of Season". Este álbum también alcanzó disco de oro en Finlandia y platino en Japón. El sencillo más exitoso fue "A Little Bit (canción de Pandora)" el cual logró disco de platino en Australia. Otros sencillos de este álbum son: "Smile 'n' Shine" y "The Sands Of Time".